# Stonogobiops nematodes
Espèce
Le Gobie à filaments (Stonogobiops nematodes) est un poisson marin démersal du genre Stonogobiops appartenant la famille des Gobiidés.
Il est commun en aquariophilie marine.

## Description
On le surnomme Gobie à filaments à cause de sa première nageoire dorsale ornée d'un très long filament noir.
Son corps, de forme allongée et cylindrique, est blanc, rayé de 4 larges bandes obliques noires qui le strient, la tête est recouverte d'une tache jaune vif qui descend jusqu'à son menton. La seconde nageoire dorsale et la nageoire caudale sont jaune translucide, chacune est ornée de bleu clair. Ses deux grands yeux ronds entourés d'un jaune vif et une bouche protractile.
Il fait en moyenne 4 à 6 cm.

## Répartition géographique
Il est originaire de la côte Ouest atlantique, des Bahamas aux Petites Antilles, des îles au large du Venezuela et de l'Ouest des Caraïbes.

## Alimentation
Carnivore. Le Gobie à filaments accepte de nombreuses variétés d'aliments, congelés, vivants, lyophilisés.

## En aquarium
Le Gobie à filaments est souvent maintenu en aquarium récifal où il est apprécié pour sa physionomie et son comportement particuliers. Il lui faut un aquarium de 150 litres doté d'un décor rocheux et un substrat sablonneux, il sera maintenu seul ou en couple.

## Reproduction
Impossible en aquarium.